# 8 del Cranc
8 del Cranc (8 Cancri) és un estel en la constel·lació del Cranc de magnitud aparent +5,15.
Pesi a mancar de denominació de Bayer —per això és coneguda habitualment pel seu nombre de Flamsteed—, és el sisè estel més brillant de la constel·lació, només superada per β, δ, ι, γ i α Cancri.
Situat a 211 anys llum del sistema solar, 8 Cancri és un estel blanc de la seqüència principal de tipus espectral A1V. Amb una temperatura efectiva de 9462 K, la seva lluminositat equival a 40 vegades la lluminositat solar. Les seves característiques són semblants a les d'altres coneguts estels, entre les quals cal citar a Sírius (α Canis Majoris), Vega (α Lyrae), Càstor Aa (α Geminorum), Alphecca (α Coronae Borealis) o Asellus Australis (γ Cancri), aquesta última també en Cranc.
El seu radi —estimat per mètodes indirectes— és tres vegades més gran que el radi solar. Gira sobre si mateix amb una velocitat de rotació igual o superior a 191 km/s, 95 vegades més de pressa que el Sol. Posseeix una massa 2,35 vegades major que la massa solar i està en la meitat de la seva vida com a estel de la seqüència principal. A diferència d'altres estels blancs que presenten certes peculiaritats en la seva composició elemental —Alioth (ε Ursae Majoris) és potser l'exemple més notable—, 8 Cancri sembla un estel «normal».